# Ville-sur-Arce
Ville-sur-Arce – miejscowość i gmina we Francji, w regionie Grand Est, w departamencie Aube.
Według danych na rok 1990 gminę zamieszkiwało 280 osób, a gęstość zaludnienia wynosiła 17 osób/km².